# Trastorn puerperal
Un trastorn puerperal o trastorn postpart és un trastorn que es presenta principalment durant el període del puerperi o postpart. El període postpart es pot dividir en tres etapes diferents; la fase inicial o aguda, 6-12 hores després del part; el període postpart subagut, que dura de 2 a 6 setmanes, i el període postpart tardà, que pot durar fins a sis mesos. En el període subagut postpart, entre el 87% i el 94% de les dones presenten almenys un problema de salut. El 31% de les dones presenten problemes de salut a llarg termini (que persisteix després del postpart tardà).
L'Organització Mundial de la Salut (OMS) descriu el període postpart com la fase més crítica i alhora la més descuidada de la vida de les mares i els nadons; la majoria de morts maternes i de nounats es produeixen durant el període postpart.

## Trastorns físics
- Diàstasi de rectes
- Hemorràgia
- Incontinència urinària i incontinència fecal (menys freqüent).
- Infecció postpart
- Mastitis
- Fístula obstètrica
- Esquinçament perineal
- Cardiomiopatia peripart
- Tiroïditis postpart
- Prolapse d'òrgans pelvians

## Trastorns psicològics
- Depressió postpart
- Trastorn per estrès posttraumàtic
- Psicosi postpart